# Schäferbach (Uhlenbach)
Der Schäferbach, auch Schäfergraben oder Graben Schäfergrund, ist ein Bach im Unterharz in Sachsen-Anhalt, der durch den Schäfergrund fließt und von  rechts in den Uhlenbach mündet, der zur Selke entwässert.

## Ursprung und Verlauf
Der Schäferbach entspringt im Hochwasserentstehungsgebiet des Harzes in der Nähe des Heimbergs in einer Quellmulde, wie sie für den Unterharz typisch ist. Sie liegt ungefähr in der Mitte des Dreiecks aus dem Mittelberg, dem Fleischberg und dem Fitzgeroder Heimberg. 
Etwa auf der halben Länge des Laufes erreicht die Bachaue mit ca. 200 m ihre größte Breite. Ab hier durchfließt der Bach die Schäferwiesen.
Etwa dort misst in einem offenen Trapezgerinne bei Hochwasser ein Drucksensor den Wasserstand und ein Doppler-Ultraschallsensor die Geschwindigkeit. An Fließkilometer 1,755 steht ein 60°-Überfallwehr (Thompson-Wehr).
Im Unterlauf gibt es eine unterirdische Staumauer. Der insgesamt 2180 m lange Bach mündet auf einer Höhe von 393 m ü. NN von rechts in den Mittellauf des Uhlenbach, kurz nachdem dieser im Brachmannsberger Teich den Großen Uhlenbach aufgenommen hat.

## Hydrologische Situation

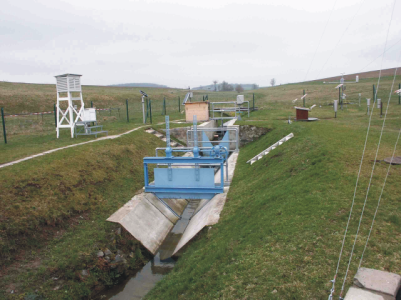
Überfallwehr des Schäfertals mit meteorologisch-hydrologischer Station

Am Oberlauf des Schäferbaches wurden 1972 insgesamt 21 Drainagen angelegt. Bereits der Feldblock der Quellmulde wird so in den Schäferbach entwässert. Seit 1974 führten Bergbautätigkeiten (Erschließung einer Flussspatlagerstätte) zu einer lokalen Absenkung des  Grundwasserspiegels. Der natürliche Wasserfluss mit Boden-Feuchtigkeitszunahme endete damit. Seitdem gibt es trockene Perioden und episodisch plötzliche Sturzfluten, was die chemische und biologische Wasserqualität sehr beeinträchtigte.
Im Zuge des sicheren Haltens am Ende der Bergwerkstätigkeit stieg das Grundwasserniveau wieder und erreichte 1999 einen neuen stabilen Stand, der aber vom ursprünglichen Zustand verschieden ist. Der Schäferbach fällt in niederschlagsarmen Perioden zeitweise trocken, bei Hochwasser werden dagegen 20 m entfernte Wiesen regelmäßig überschwemmt.

## Hydrologische Forschungsstation
Seit 1968 existiert eine hydrologische Forschungsstation der Hochschule Magdeburg-Stendal.